# 豐年
豐年（英語：Fung Nin，代號：M01）是香港元朗區議會下轄的選區，1988年設立，1991年定為單議席，1994年採用現名，2023年取消，末任區議員為前朱凱迪新西團隊成員陳敬倫。

## 範圍
選區位於元朗新市鎮南部，包括元朗體育路、馬田路、大樹下東路、大棠路、青山公路元朗段田包圍的地區，名稱得名自區內的豐年路。與其相連的選區有元朗中心、鳳翔、十八鄉中以及水邊，投票站設於元朗商會小學。

## 沿革
豐年選區可以追溯到舊有的元朗市西選區，因應朗屏邨1986年開始入伙，1988年區議會選舉元朗市南北兩個選區以元朗明渠分拆雙議席的元朗市西選區，由匯點的鍾貴平及黃偉賢當選。1989年朗屏邨全部大廈落成，人口上升，由於與其他部份有所不同，1991年區議會選舉，劃出單議席朗屏選區後，元朗市西改為單議席選區，黃偉賢轉往朗屏選區參選，而本區由同屬民主派的港同盟張賢登當選。
1993年港督彭定康推行政改方案，取消區議會所有委任議席及雙議席選區，全面實行單議席單票制，並改由選區分界及選舉事務委員會制定，區議會選區數目亦隨人口變動而大幅增加。元朗市西選區以青山公路元朗段分拆成南北兩個選區即南部的豐年、北部的水邊選區，豐年選區更包括原有元朗市南選區介乎元朗明渠至大棠路的樓宇和元朗公園周邊範圍。
1994年區議會選舉，基於張賢登轉往天水圍新市鎮發展，港同盟匯點派出麥永光由毗鄰的元朗市東選區轉區參選，遇上自由黨成員連忠浩、獨立候選人鄭樹明及王文正挑戰，最終麥永光以不足四成得票當選，選後港同盟匯點合併成立民主黨，麥亦為創黨成員。
1999年區議會選舉，因應元朗公園周邊屋苑發展，範圍由朗天路收縮至元朗體育路，議席由八十年代擔任區議員的陳一東、自由黨連忠浩、民主建港聯盟成員杜家慶、親國民黨的黃彩媚與獨立候選人羅瑤娟爭奪，最後黃彩媚以不足四成得票勝出。
2003年區議會選舉，黃彩媚加入由香港親國民黨人士及立法會議員陳偉業組成的元朗天水圍民主陣線參選，與自由黨連忠浩對壘，在七一效應增加民主派支持者投票下，黃彩媚僅以一百多票差距當選。
2007年區議會選舉，本區加入原屬大橋選區的部份私人樓宇。同時元朗天水圍民主陣線改組為民主陣線，爭取再度連任的黃彩媚與民建聯的呂堅及藝人車保羅（以原名吳溟蒼參選）角逐，由於七一效應消失和建制派地區工作強橫，呂堅以四百多票差距打敗黃彩媚當選。
2011年區議會選舉，配合元朗南部的新屋苑落成，馬田路、大樹下東路、僑興路、元朗公路、大棠路範圍劃入本區。人民力量派出民主陣線所改組的香港泛藍成員李嘉華參選挑戰民建聯呂堅，最終呂堅以2,361票擊敗取得800票的李嘉華成功連任。
2015年區議會選舉，因應元朗市及十八鄉增加議席，本區改由元朗體育路、馬田路、大樹下東路、大棠路、青山公路元朗段所包圍。爭取第二度連任的呂堅與民主陣線成員黃國雄爭奪，最終呂堅取得過六成得票成功連任。
2019年區議會選舉，爭取連任的呂堅與初次參選的朱凱迪新西團隊陳敬倫角逐，結果陳敬倫取得3,476票，擊敗只得3,003票的呂堅，令呂堅連任失敗，亦成功為泛民主派收復自2008年失落於建制派的議席。2021年5月20日，朱凱迪新西團隊宣佈解散，陳敬倫改以獨立民主派身份繼續活躍。2021年7月，因應政府計劃追討協助民主派初選區議員的酬金津貼傳聞所帶動的區議員辭職潮中，陳敬倫辭任區議員職務。

## 歷屆議員
| 選區名稱 | 屆別                  | 議員   | 政治聯繫 | 政治聯繫                   | 議員                                  | 政治聯繫                              | 政治聯繫                              |
| -------- | --------------------- | ------ | -------- | -------------------------- | ------------------------------------- | ------------------------------------- | ------------------------------------- |
| 元朗市西 | 1988年－1991年        | 鍾貴平 |          | 匯 匯點                    | 黃偉賢                                |                                       | 匯 匯點                               |
| 元朗市西 | 1991年－1994年        | 張賢登 |          | 港 港同盟                  | 劃出單議席朗屏選區後， 改為單議席選區 | 劃出單議席朗屏選區後， 改為單議席選區 | 劃出單議席朗屏選區後， 改為單議席選區 |
| 豐年     | 1994年－1999年        | 麥永成 |          | 民主黨                     | 劃出單議席朗屏選區後， 改為單議席選區 | 劃出單議席朗屏選區後， 改為單議席選區 | 劃出單議席朗屏選區後， 改為單議席選區 |
| 豐年     | 2000年－2003年        | 黃彩媚 |          | 民主陣線                   | 劃出單議席朗屏選區後， 改為單議席選區 | 劃出單議席朗屏選區後， 改為單議席選區 | 劃出單議席朗屏選區後， 改為單議席選區 |
| 豐年     | 2004年－2007年        | 黃彩媚 |          | 民主陣線                   | 劃出單議席朗屏選區後， 改為單議席選區 | 劃出單議席朗屏選區後， 改為單議席選區 | 劃出單議席朗屏選區後， 改為單議席選區 |
| 豐年     | 2008年－2011年        | 呂堅   |          | 民建聯                     | 劃出單議席朗屏選區後， 改為單議席選區 | 劃出單議席朗屏選區後， 改為單議席選區 | 劃出單議席朗屏選區後， 改為單議席選區 |
| 豐年     | 2012年－2015年        | 呂堅   |          | 民建聯                     | 劃出單議席朗屏選區後， 改為單議席選區 | 劃出單議席朗屏選區後， 改為單議席選區 | 劃出單議席朗屏選區後， 改為單議席選區 |
| 豐年     | 2016年－2019年        | 呂堅   |          | 民建聯                     | 劃出單議席朗屏選區後， 改為單議席選區 | 劃出單議席朗屏選區後， 改為單議席選區 | 劃出單議席朗屏選區後， 改為單議席選區 |
| 豐年     | 2020年－2021年7月14日 | 陳敬倫 |          | 朱 朱凱廸新西團隊 → 無黨籍 | 劃出單議席朗屏選區後， 改為單議席選區 | 劃出單議席朗屏選區後， 改為單議席選區 | 劃出單議席朗屏選區後， 改為單議席選區 |
| 豐年     | 2021年7月15日－2023年 | 懸空   | 懸空     | 懸空                       | 劃出單議席朗屏選區後， 改為單議席選區 | 劃出單議席朗屏選區後， 改為單議席選區 | 劃出單議席朗屏選區後， 改為單議席選區 |

## 歷屆選舉結果
| 政党   | 政党           | 候选人    | 票数  | %     | ±      |
| ------ | -------------- | --------- | ----- | ----- | ------ |
|        | 朱凱迪新西團隊 | ①. 陳敬倫 | 3,476 | 53.65 | 不適用 |
|        | 民建聯         | ②. 呂堅   | 3,003 | 46.35 | ▼17.63 |
| 多数票 | 多数票         | 多数票    | 473   | 7.30  | ▼20.65 |

| 政党   | 政党     | 候选人    | 票数  | %     | ±      |
| ------ | -------- | --------- | ----- | ----- | ------ |
|        | 民建聯   | ①. 呂堅   | 2,179 | 63.98 | ▼10.71‬ |
|        | 民主陣線 | ②. 黃國雄 | 1,227 | 36.02 | 不適用 |
| 多数票 | 多数票   | 多数票    | 952   | 27.95 | ▼21.43 |

| 政党   | 政党     | 候选人    | 票数  | %     | ±      |
| ------ | -------- | --------- | ----- | ----- | ------ |
|        | 民建聯   | ①. 呂堅   | 2,361 | 74.69 | ▲18.60 |
|        | 人民力量 | ②. 李嘉華 | 800   | 25.31 | 不適用 |
| 多数票 | 多数票   | 多数票    | 1,561 | 49.38 | ▲34.47 |

| 政党   | 政党     | 候选人    | 票数  | %     | ±      |
| ------ | -------- | --------- | ----- | ----- | ------ |
|        | 獨立     | ①. 吳溟蒼 | 90    | 2.73  | 不適用 |
|        | 民建聯   | ②. 呂堅   | 1,851 | 56.09 | 不適用 |
|        | 民主陣線 | ③. 黃彩媚 | 1,359 | 41.18 | 不適用 |
| 多数票 | 多数票   | 多数票    | 492   | 14.91 | 不適用 |

| 政党   | 政党     | 候选人    | 票数  | %     | ±      |
| ------ | -------- | --------- | ----- | ----- | ------ |
|        | 自由黨   | ①. 連忠浩 | 1,388 | 47.42 | 不適用 |
|        | 民主陣線 | ②. 黃彩媚 | 1,539 | 52.58 | 不適用 |
| 多数票 | 多数票   | 多数票    | 151   | 5.16  | 不適用 |

| 政党   | 政党   | 候选人    | 票数 | %     | ±      |
| ------ | ------ | --------- | ---- | ----- | ------ |
|        | 獨立   | ①. 陳一東 | 134  | 5.39  | 不適用 |
|        | 自由黨 | ②. 連忠浩 | 679  | 27.31 | 不適用 |
|        | 民建聯 | ③. 杜家慶 | 468  | 18.83 | 不適用 |
|        | 獨立   | ④. 黃彩媚 | 957  | 38.5  | 不適用 |
|        | 獨立   | ⑤. 羅瑤娟 | 248  | 9.98  | 不適用 |
| 多数票 | 多数票 | 多数票    | 278  | 11.18 | 不適用 |

| 政党   | 政党           | 候选人 | 票数 | %     | ±      |
| ------ | -------------- | ------ | ---- | ----- | ------ |
|        | 港同盟/匯 匯點 | 麥永光 | 857  | 39.64 | 新選區 |
|        | 獨立           | 鄭樹明 | 661  | 30.57 | 新選區 |
|        | 自由黨         | 連忠浩 | 606  | 28.03 | 新選區 |
|        | 獨立           | 王文正 | 38   | 1.76  | 新選區 |
| 多数票 | 多数票         | 多数票 | 196  | 9.07  | 新選區 |

| 政党   | 政党   | 候选人 | 票数  | %     | ±      |
| ------ | ------ | ------ | ----- | ----- | ------ |
|        | 港同盟 | 張賢登 | 1,515 | 56.57 | 不適用 |
|        | 獨立   | 廖仲平 | 1,163 | 43.43 | 不適用 |
| 多数票 | 多数票 | 多数票 | 352   | 13.14 | 不適用 |

| 政党   | 政党     | 候选人 | 票数  | %     | ±      |
| ------ | -------- | ------ | ----- | ----- | ------ |
|        | 匯點     | 鍾貴平 | 1,748 | 25.98 | 新選區 |
|        | 匯點     | 黃偉賢 | 1,455 | 21.62 | 新選區 |
|        | 獨立     | 李其彬 | 990   | 14.71 | 新選區 |
|        | 獨立     | 陳兆基 | 972   | 14.44 | 新選區 |
|        | 獨立     | 鍾漢東 | 773   | 11.49 | 新選區 |
|        | 公民協會 | 王文正 | 492   | 7.31  | 新選區 |
|        | 獨立     | 何碧嫻 | 299   | 4.44  | 新選區 |
| 多数票 | 多数票   | 多数票 | 465   | 6.91  | 新選區 |

## 資料來源
1. ↑   (PDF). 香港特區政府憲報.   [2019-12-05]. （原始内容存档 (PDF)于2019-12-05）.
2. ↑   (PDF). 香港特區政府憲報.   [2019-12-06]. （原始内容存档 (PDF)于2020-08-20）.
3. ↑  . 香港特區政府憲報.   [2019-12-05]. （原始内容存档于2019-12-05）.
4. ↑   (PDF). 香港特區政府憲報.   [2015-09-25]. （原始内容存档 (PDF)于2015-11-22）.